# قضية إلغاء الفصل العنصري

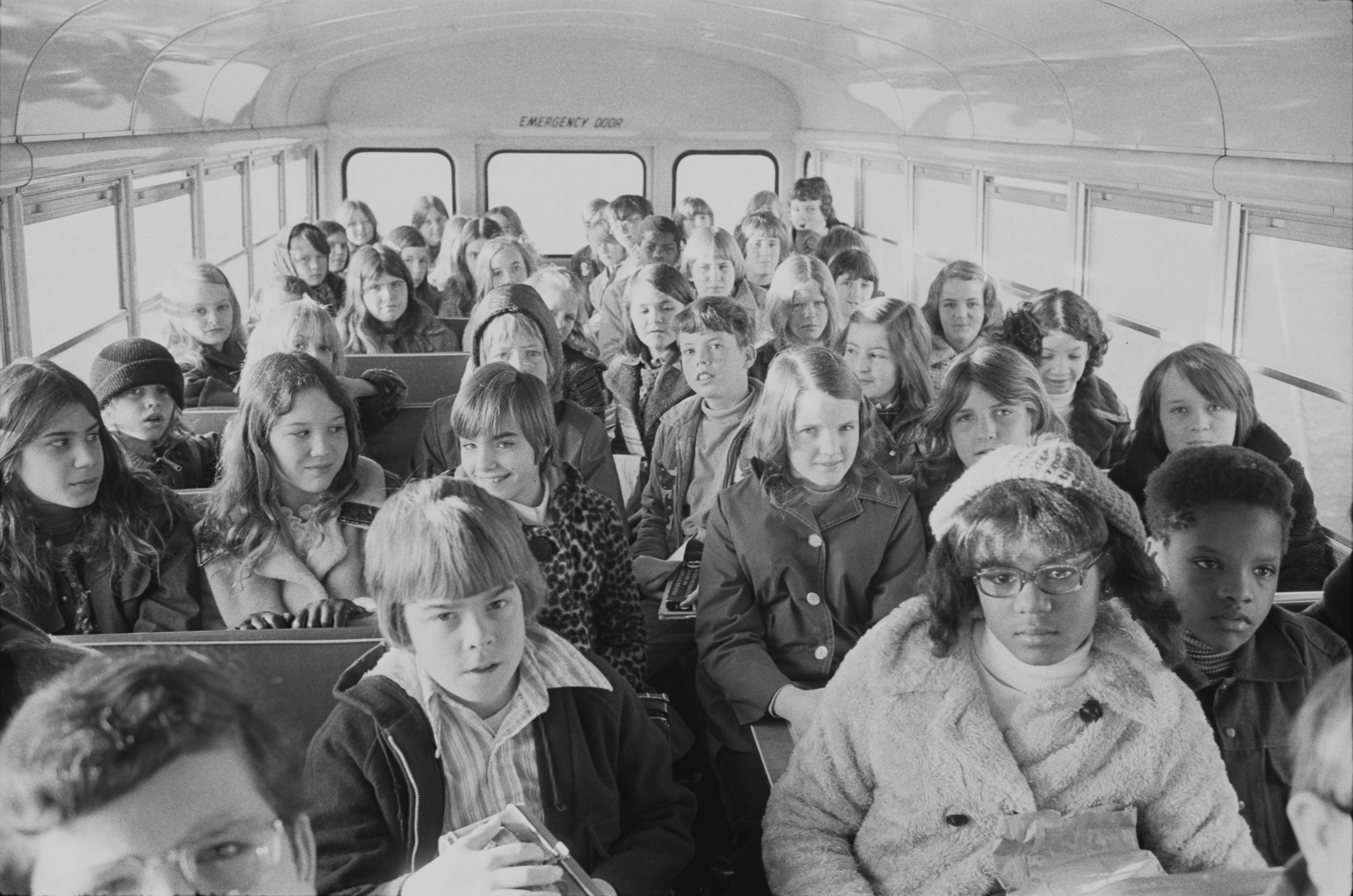

ممارسة الفصل العنصري في الولايات المتحدة هي ممارسة نقل الطلاب ونقلهم إلى المدارس داخل أو خارج المناطق التعليمية المحلية في محاولة للحد من الفصل العنصري في المدارسفي حين أن قرار المحكمة العليا للولايات المتحدة لعام 1954 الصادر في قضية براون ضد مجلس التعليم أعلن أن الفصل العنصري في المدارس الحكومية غير دستوري، فإن العديد من المدارس الأمريكية استمرت في الفصل إلى حد كبير بسبب عدم المساواة في المساكن.
على الرغم من أن المناطق التعليمية توفر النقل بالحافلة بدون رسوم من وإلى المدارس المخصصة للطلاب، إلا أن تلك المدارس كانت في بعض الحالات على بعد أميال كثيرة من منازل الطلاب الأمر الذي سبب مشكلة للطلاب وعائلتهم. بالإضافة إلى ذلك، كانت العديد من الأسر تكره إرسال أطفالهم إلي مدارس بعيده في حي غير مألوف في حين هناك مدرسة متاحة على بعد مسافة قصيرة.

## التاريخ

### قبل الحرب العالمية الثانية
قبل الحرب العالمية الثانية، كانت معظم المدارس العامة في البلاد مفصولة قانونيًا أو بحكم الواقع.جميع الولايات الجنوبية تتبع قوانين جيم كرو التي تنص على الفصل العنصري في المدارس. . كانت الولايات الشمالية وبعض الولايات الحدودية بيضاء بشكل أساسي (اعتبارًا من عام 1940، كان عدد سكان ديترويت وشيكاغو أكثر من 90٪ من البيض) وتركز السكان السود في الأحياء اليهودية نتيجة للعهود التقييدية.

### بعد الحرب العالمية الثانية
يمكن إرجاع أصول إلغاء الفصل العنصري إلى تطورين رئيسيين حدثا في الولايات المتحدة خلال الأربعينات والخمسينات.

### هجرة السود
ابتداءً من عام 1940، جلبت الهجرة الكبرى الثانية خمسة ملايين من السود من الجنوب الزراعي إلى المراكز الحضرية والصناعية في المدن الشمالية والغربية لسد النقص في اليد العاملة من أجل التعزيز الصناعي خلال الحرب العالمية الثانية ومن أجل فرص أفضل خلال فترة ما بعد الحرب ومن أجل الازدهار الاقتصادي. سمحت شيللي -في- كرايمر (1948) لهم بالاستقرار في الأحياء البيضاء سابقًا، مما ساهم في التوتر العرقي. بحلول عام 1960، كان لدى جميع المدن الشمالية والغربية الرئيسية أعداد كبيرة من السود (على سبيل المثال، 23 ٪ في شيكاغو، و 29 ٪ في ديترويت، و 32 ٪ في لوس أنجلوس). كان السود يتركزون في المدن الداخلية، في حين كانت الضواحي الحديثة لمعظم المدن يتمركز فيها البيض بشكل شبه حصري.

### الأحكام القانونية
في الوقت نفسه، ألغى قرار المحكمة العليا في قضية براون ضد مجلس التعليم (1954) حيث أعلنت فيها المحكمة العليا أن قوانين الفصل العنصري في المدارس العامة التي كانت سارية في عدد من الولايات منذ أواخر القرن التاسع عشر التي تنص على إنشاء مدارس عامة مُنفصلة للطلاب السود والبيض غير دستورية. . على الرغم من أن قرار براون أكد مبادئ المساواة والعدالة، إلا أنه لم يحدد كيف سيعزز حكمه المساواة في التعليم.
في مايو 1955، قضت المحكمة في براون الثاني أن المدارس إلغاء التمييز العنصري «بكل سرعة متعمدة». كان على مديري المدارس العامة البدء في عملية إلغاء التمييز العنصري في المدارس من خلال تطوير سياسات من شأنها أن تشجع الاختلاط العنصري. وتبع ذلك رد فعل عنيف من المقاومة والعنف. حتى أعضاء الكونغرس رفضوا الالتزام بالقرار. في عام 1956 وقع أكثر من مائة من أعضاء الكونغرس البيان الجنوبي، ووعد باستخدام جميع الوسائل القانونية لرفض وعكس قرار المحكمة.
في عام 1968، رفضت محكمة وارن في غرين ضد مقاطعة مجلس مقاطعة نيو كنت، خطة حرية الاختيار. أمرت المحكمة المقاطعة بإلغاء التمييز العنصري على الفور والقضاء على التمييز العنصري. ثم في عام 1971، حكمت محكمة برغر كورتعلى أن المنطقة التعليمية يجب أن تحقق التوازن العنصري حتى لو كان ذلك يعني إعادة رسم حدود المدرسة واستخدام الحافلات كأداة قانونية. ساهم قرار جرين اند سوان في إنهاء جميع بقايا الفصل القانوني في الجنوب. ومع ذلك، ونتيجة لهذا القرار كانت هناك أشكال جديدة من المقاومة في العقود اللاحقة. حيث فشل القرار في معالجة الفصل الفعلي.
وبالتالي، على الرغم من أن المدارس الحكومية «غير متكافئة بطبيعتها» في قضية براون ضد مجلس التعليم، إلا أنها ظلت في نهاية الستينيات من القرن الماضي منفصلة بحكم الواقع في العديد من المدن بسبب الأنماط الديموغرافية، حيث يتم رسم خطوط المناطق التعليمية عن عمد لفصل المدارس عنصريًا، بعض الحالات، يبذلون الجهود لإرسال الأطفال السود إلى المدارس الأدنى.

### حركة الحقوق المدنية
تلقى الكفاح من أجل إلغاء الفصل العنصري في المدارس اهتماما من جانب حركة الحقوق المدنية، التي كان هدفها إلغاء الفصل القانوني في جميع الأماكن العامة. توجت جهود الحركة بإصدار الكونغرس قانون الحقوق المدنية لعام 1964 وقانون حقوق التصويت لعام 1965. ووقع الرئيس ليندون جونسون علي القانونان الذين ينصان علي نهاية ممارسات التصويت التمييزية والتمييز بين الأماكن العامة. بالإضافة إلى ذلك، نص قانون الحقوق المدنية لعام 1964 للحكومة الفيدرالية بقطع التمويل إذا لم تلتزم مناطق المدارس الجنوبية وكذلك برفع دعاوى قضائية ضد مسؤولي المدارس الذين لن يلتزموا وقال مؤيدو مشروع القانون، مثل إيمانويل سيلر وجاكوب جافيتس، إن مشروع القانون لن يأذن بمثل هذه الإجراءات.

### رد فعل

#### قبل 2007
كان تأثير قضية براون ضد مجلس التعليم محدودًا لأن البيض والسود كانوا يميلون إلى العيش في مجتمعات بيضاء أو سوداء بالكامل.
في بعض الولايات الجنوبية في الستينيات والسبعينيات، أنشأ الآباء المعارضون للفصل العنصري مدارس خاصة جديدة. نُظمت المدارس، التي تسمى أكاديميات الفصل، في بعض الأحيان بدعم من مجلس المواطن الأبيض المحلي.
خلال العام الدراسي 1975-1976 نظمت مدرسة مقاطعة كنتاكي لويزفيل برنامجًا ضد نظام إلغاء الفصل العنصري. في اليوم الأول تظاهر 1000 شخص ضد نظام إلغاء الفصل العنصري، وفي خلال أيام قليلة تزايد العدد ليصل إلي 8000 و 10000 من البيض من مقاطعة جيفرسون بولاية كنتاكي وأيضا العديد من المراهقين في المدارس الثانوية التابعة للمقاطعة. تعرضت سيارات الشرطة إلي التخريب وتم اعتقال 200 شخص؛ كما أصيب العديد من الأشخاص في المشاجرات. بالرغم من إصدار عمدة لويزفيل قرار بحظر المظاهرات والتجمعات، إلا أنه حضر المتظاهرون إلي المدارس في اليوم التالي. أرسل حاكم ولاية كنتاكي جوليان كارول 1800 عضوا من الحرس الوطني التابع لكنتاكي؛ حيث تمركزوا في كل الحافلات. في 26 سبتمبر 1975 تظاهر 400 شخص في المدرسة العليا الجنوبية ولكن استخدمت الشرطة الغاز المسيل للدموع لفض المظاهرات.